# NGC 5109
NGC 5109 est une galaxie spirale barrée vue par la tranche et située dans la constellation de la Grande Ourse. Sa vitesse par rapport au fond diffus cosmologique est de 2 260 ± 13 km/s, ce qui correspond à une distance de Hubble de 33,3 ± 2,3 Mpc (∼109 millions d'al). NGC 5109 a été découverte par l'astronome germano-britannique William Herschel en 1790. Cette galaxie a aussi été observée par Herschel une année plus tôt 24 avril 1789 et il ne s'est pas rendu compte qu'il l'avait déjà observée. Cette observation a été inscrite au catalogue NGC sous la désignation NGC 5113.
NGC 5109 présente une large raie HI.
À ce jour, deux mesures non basées sur le décalage vers le rouge (redshift) donnent une distance de 26,950 ± 5,728 Mpc (∼87,9 millions d'al), ce qui est à l'intérieur des valeurs de la distance de Hubble. Notons cependant que c'est avec la valeur moyenne des mesures indépendantes, lorsqu'elles existent, que la base de données NASA/IPAC calcule le diamètre d'une galaxie et qu'en conséquence le diamètre de NGC 5109 pourrait être d'environ 17,5 kpc (∼57 100 al) si on utilisait la distance de Hubble pour le calculer.